# Ingo Anderbrügge
Ingo Anderbrügge (Datteln, 2 gennaio 1964) è un allenatore di calcio ed ex calciatore tedesco, di ruolo centrocampista.

## Palmarès

### Giocatore

#### Competizioni nazionali
- Campionato tedesco di seconda divisione: 1

Schalke 04: 1990-1991

#### Competizioni internazionali
- Coppa UEFA: 1

Schalke 04: 1996-1997